# Boadicea e le sue figlie
Boadicea e le sue figlie (Boadicea and Her Daughters) è una statua realizzata da Thomas Thornycroft dal 1856 al 1883 e collocata a Londra, sul Victoria Embankment, all'estremità occidentale del Ponte di Westminster.
Raffigura la regina Boudicca, o Boadicea, regina della tribù degli Iceni e protagonista di una rivolta anti-romana, accompagnata dalle sue due figlie.

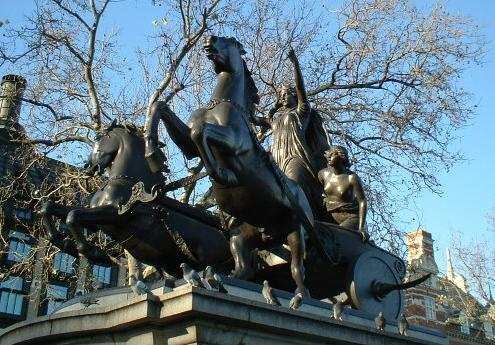